# Juri Iwanowitsch Blinow
Juri Iwanowitsch Blinow (russisch Юрий Иванович Блинов; * 13. Januar 1949 in Moskau, Russische SFSR) ist ein ehemaliger russisch-sowjetischer Eishockeyspieler, der zwischen 1967 und 1975 für den HK ZSKA Moskau in der höchsten Spielklasse der Sowjetunion, der Wysschaja Liga, aktiv war.

## Karriere
Juri Blinow wuchs mit mehreren Geschwistern im Moskauer Vorort Ljublino auf. Zunächst spielte er Fußball für die Sportschule des ZSKA Moskau, spielte für die Moskauer Jugend-Stadtauswahlmannschaft und gehörte zum Kader der sowjetischen Junioren-Nationalmannschaft. Im Winter spielte er Eishockey für die Nachwuchsmannschaften vom ZSKA, bevor er während der Saison 1966/67 in einem Spiel für die erste Mannschaft des ZSKA in der Klass A debütierte. Im Mai 1967 bestritt er zudem ein Spiel für die ZSKA-Fußballmannschaft in der UdSSR-Meisterschaft gegen Dynamo Moskau.
Später wurde Anatoli Tarassow auf Blinow aufmerksam, gleichzeitig versprach ihm Fußballtrainer Wsewolod Bobrow einen Platz in der ersten Mannschaft in der Folgesaison. Letztlich entschied sich Blinow für Eishockey und gehörte ab 1968 fest zum ZSKA-Kader. Mit dem ZSKA gewann er mehrfach die sowjetische Meisterschaft, den sowjetischen Pokalwettbewerb und den Eishockey-Europapokal. Insgesamt erzielte er 119 Tore in 236 Spielen in der Klass A respektive Wysschaja Liga.
1967 gehörte Blinow zum Kader der sowjetischen U19-Nationalmannschaft, die an der inoffiziellen U19-Europameisterschaft teilnahm. In der Saison 1969/70 absolvierte er einige Spiele für die B-Nationalmannschaft der UdSSR, ehe er am 17. Dezember 1971 während des Iswestija-Pokals gegen Finnland zum ersten Mal für die sowjetische A-Nationalmannschaft auf dem Eis stand, wobei er sein erstes Länderspieltor erzielte. Seine internationale Karriere wurde mit der Goldmedaille bei den Olympischen Winterspielen 1972 gekrönt, zudem gewann er bei der Welt- und Europameisterschaft im gleichen Jahr die Silbermedaille. Zudem nahm an der Summit Series 1972 teil. Für die Nationalmannschaft erzielte er 23 Tore in 38 Länderspielen. Genau ein Jahr nach seinem Debüt, am 17. Dezember 1972, bestritt er sein letztes Länderspiel wiederum beim Iswestija-Pokal.
In Anerkennung des Olympiasiegs wurde Blinow 1972 als Verdienter Meister des Sports der UdSSR ausgezeichnet und erhielt im gleichen Jahr die Medaille „Für heldenmütige Arbeit“.

## Erfolge und Auszeichnungen
- Sowjetischer Meister 1968, 1970 bis 1973, 1975 mit dem ZSKA Moskau
- Sowjetischer Pokalsieger 1968, 1969, 1973 mit dem ZSKA Moskau
- Europapokalsieger 1969 bis 1974 mit dem ZSKA Moskau
- Silbermedaille bei der Welt- und Europameisterschaft 1972
- Goldmedaille bei den Olympischen Spielen 1972
- Medaille „Für heldenmütige Arbeit“ 1972

## Karrierestatistik
(Legende zur Spielerstatistik: Sp oder GP = absolvierte Spiele; T oder G = erzielte Tore; V oder A = erzielte Assists; Pkt oder Pts = erzielte Scorerpunkte; SM oder PIM = erhaltene Strafminuten; +/− = Plus/Minus-Bilanz; PP = erzielte Überzahltore; SH = erzielte Unterzahltore; GW = erzielte Siegtore; 1 Play-downs/Relegation; Kursiv: Statistik nicht vollständig)